# Kirche Sankt Elian

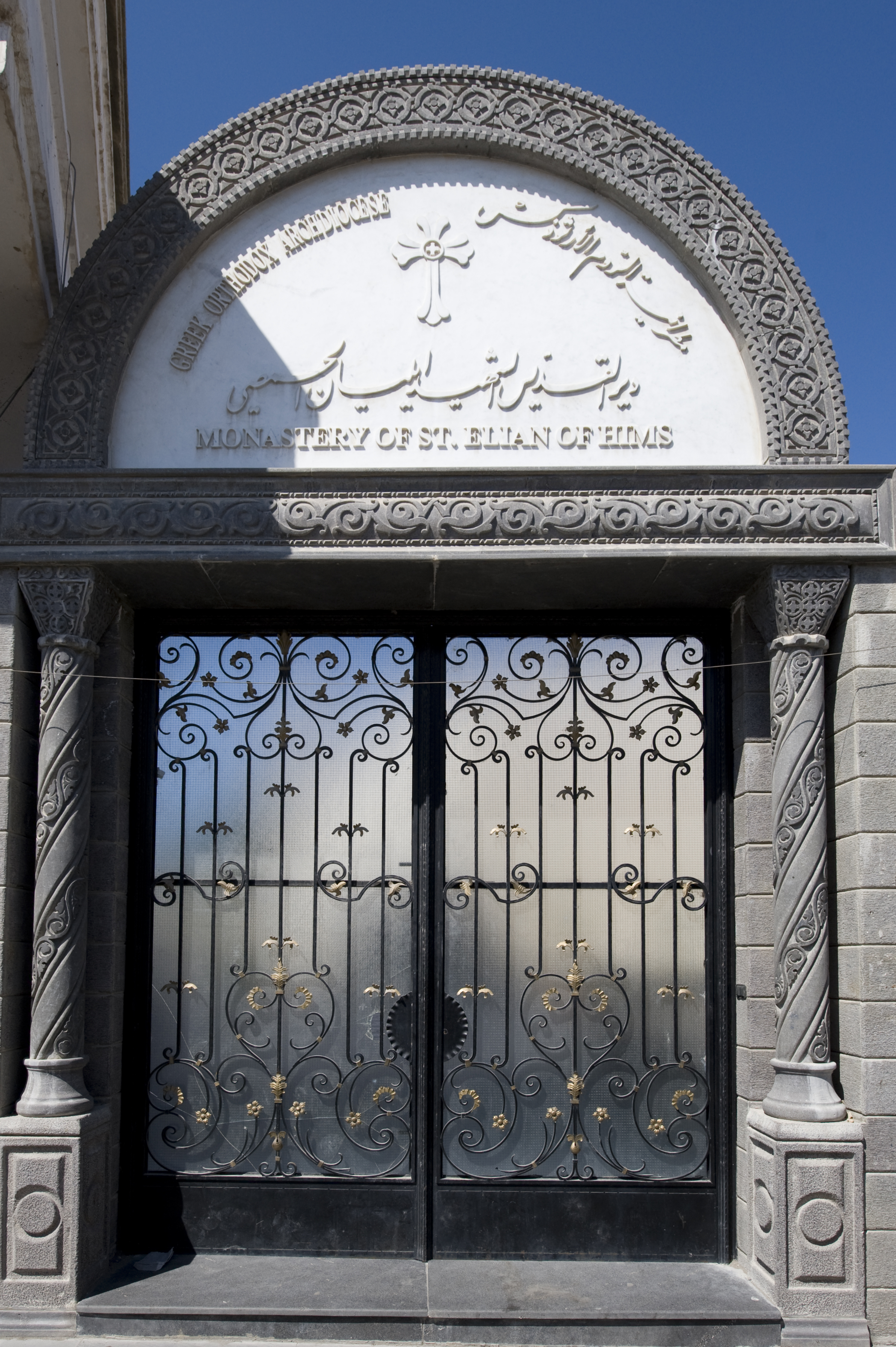
Eingang zum „Kloster des St. Elian von Hims“

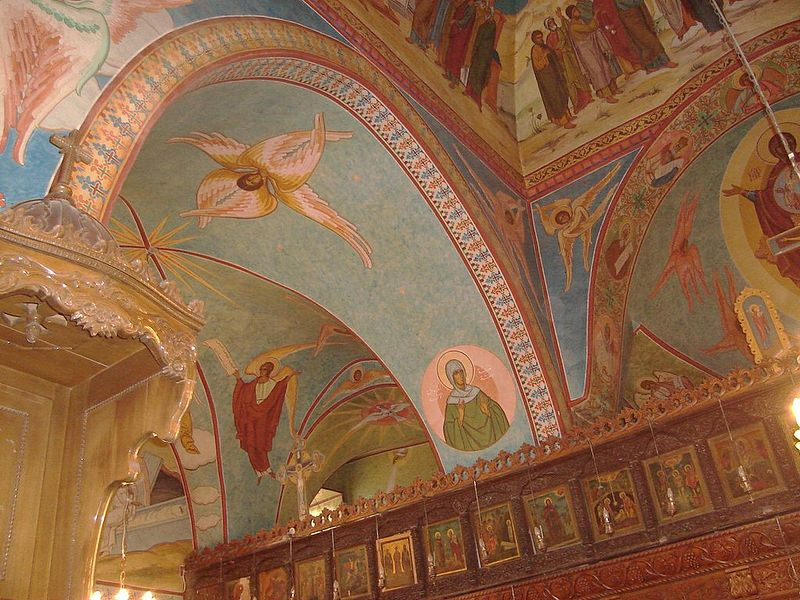
Fresken innerhalb der Kirche

Die Kirche Sankt Elian (arabisch كنيسة مار إليان, DMG Kanīsat Mār Ilyān) ist eine griechisch-orthodoxe Kirche in Homs in Syrien, die dem heiligen Elian von Emesa gewidmet ist.

## Standort
Sie befindet sich an der Tarafa-bin-al-Abd-Straße (شارع طرفة بن العبد, DMG Šāriʿ Ṭarafa bin al-ʿAbd), rund 200 m südlich vom Stadttor nach Palmyra (Bab Tadmur, باب تدمر), etwa 20 m südlich der Straße al-Warscha (Werkstattstraße, شارع الورشة, DMG Šāriʿ al-Warša), 300 m östlich der gleichfalls griechisch-orthodoxen Vierzig-Märtyrer-Kathedrale von Homs und 400 m östlich der syrisch-orthodoxen Kathedrale, der St.-Marien-Kirche des Heiligen Gürtels.
Das Fest des heiligen Elian wird jährlich am 6. Februar in der Kirche abgehalten und zieht eine große Zahl an Pilgern an.

## Geschichte
Die Kirche wurde 432 über dem Todesort von Julian errichtet. Seine Gebeine befinden sich in einem Sarkophag in einer kleinen Kapelle rechts von der Hauptkrypta der Kirche.
In den Jahren 1969 und 1970 wurde die Kirche Mar Elian restauriert. Während der Renovierung wurden in  der Krypta zahlreiche Mosaiken aus dem 5. oder 6. Jahrhundert  freigelegt, mit Darstellungen von Christus, Maria, den Aposteln und verschiedenen Propheten. Diese waren im 12. Jahrhundert mit Fresken übermalt worden und sind die ältesten erhaltenen christlichen Wanddarstellungen in Syrien überhaupt.
Heute werden die alten Fresken durch 100 neue Fresken im Hauptschiff und den Seitenschiffen der Kirche ergänzt, die von zwei rumänischen Ikonenmalern gemalt wurden und verschiedene Szenen aus dem Leben des heiligen Julian abbilden.

## Bibliografie
- Andrew Beattie, Timothy Pepper: The Rough Guide to Syria. Rough Guides, 2001, ISBN 978-1-85828-718-8 (eingeschränkte Vorschau in der Google-Buchsuche).
- Ivan Mannheim: Syria & Lebanon Handbook: The Travel Guide. Footprint Travel Guides, 2001, ISBN 978-1-900949-90-3 (eingeschränkte Vorschau in der Google-Buchsuche).